# Fiemel (waterschap)
Fiemel is een voormalig waterschap in de Nederlandse provincie Groningen.
Het schap kan worden gezien als een voortzetting van De Vereeniging, waarbij de inliggende schappen Oostwolder-, Reiderwolder- en de Finsterwolderpolder werden toegevoegd. Bovendien werd de Johannes Kerkhovenpolder aan Fiemel toegevoegd.
De fusie maakte een einde aan een ingewikkelde bestuursstructuur, waarbij De Vereeniging zorgde voor de afwatering van de inliggende schappen. Door de fusie kon ook de Kerkhovenpolder af gaan wateren via het gemaal in Fiemel. 
Waterstaatkundig gezien ligt het gebied sinds 2000 binnen dat van het waterschap Hunze en Aa's.